# Helen Gandy

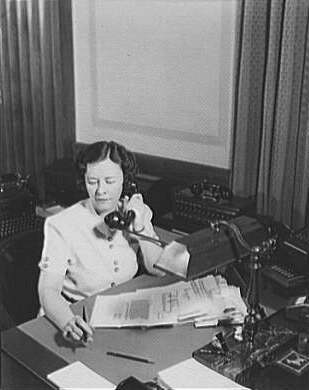
Helen Gandy en su escritorio

Helen Gandy (Port Norris, New Jersey, 8 de abril de 1897 - Orange City, Florida, 7 de julio de 1988) fue la secretaria ejecutiva del director del FBI, John Edgar Hoover, mientras duró en su cargo por espacio de 48 años.
Junto con Clyde Tolson, fueron las dos únicas personas del círculo de confianza de Hoover.

## Biografía
Helen Gandy nació en Rockville, Nueva Jersey, en 1897. Completó su escolaridad en el Bridgeton High School de New Jersey y posteriormente se mudó a Washington D. C. para completar estudios profesionales como administrativo jurídico en el George Washington University Law School.
Para sobrevivir,  trabajó en una tienda Retail por un corto tiempo. En 1918 ingresó en el Departamento de Justicia, donde consiguió un empleo en la sección de Archivos judiciales como clasificadora. Es allí donde conoció al abogado John Edgar Hoover, quien en ese momento era solo un empleado del departamento.  
En 1921, J. E. Hoover, recientemente nombrado Director de la Oficina de Investigaciones, la nombró como su secretaria asistente ejecutiva. La relación laboral sería por espacio de más de medio siglo.
Helen Gandy, a través de los años, se fidelizó laboralmente con J. Edgar Hoover y fue testigo del desarrollo del FBI desde sus inicios. Por sus manos pasaron incontables documentos confidenciales que ella clasificaba como "Secreto" o general, según el asunto que había en ellos.
Durante los 54 años que permaneció en su cargo, J. Edgar Hoover jamás llegó a llamarla por su nombre de pila; sin embargo la tenía en su más alta consideración al declarar:

Si hay alguien en esta Oficina cuyos servicios son indispensables, considero que la señorita Gandy es esa persona.

Con el tiempo, Helen Gandy sería quien llevaría su agenda de trabajo día a día, concertando las entrevistas de Hoover con los altos dignatarios del gobierno.
Asimismo llegó a ser la custodia fiel de la información confidencial que se almacenaba en los archivos la Oficina.
El día del fallecimiento de Hoover, el 2 de mayo de 1972, Helen Gandy recibió una llamada de Clyde Tolson que le informaba del hecho y le instruía destruir la información sensible. Gandy se dirigió de inmediato a un sótano en la casa de Hoover para destruir todos los archivos secretos, tarea en la que trabajó ininterrumpidamente por 3 días en solitario. Estos archivos habían sido trasladados casi un año antes desde la Oficina a la casa de Hoover en forma secreta por orden de él mismo, ya que vislumbraba su destitución.
Richard Nixon, presidente de Estados Unidos de ese entonces, nombró a Louis Patrick Gray III como director interino y su primera orden recibida fue asegurar la oficina de Hoover para que nadie entrara y así poder salvaguardar la información. Para cuando Gray cumplió la orden, los archivos ya habían sido eliminados de modo efectivo. En la oficina de Hoover y en su secretaría solo se encontraron una gran cantidad de archivadores mal etiquetados y sin indexar a propósito, pero sin información sensible.
Gandy se retiró del servicio el mismo día que Hoover falleció. Recibió 5000 dólares como legado testamentario. No concedió entrevistas ni desveló asuntos relacionados con Hoover. Falleció en Orange City a la edad de 91 años, el 7 de julio de 1988, de un ataque cardíaco.

## En el cine
- El papel de Helen Gandy es interpretado por Naomi Watts en el film de 2011 J. Edgar.